# جونگ اون جی
جونگ اون جی (کره‌ای: 정은지؛ زادهٔ ۱۸ اوت ۱۹۹۳) خواننده و بازیگر اهل کره جنوبی است. او به عنوان یکی از شش عضو گروه کره‌ای ای پینک و خواننده اصلی این گروه فعالیت می‌کند. او همچنین در سریال‌های پاسخ به ۱۹۹۷، وزش باد زمستانی، عاشقان موسیقی و تشویق کن حضور داشته است.

## زندگی
اون جی با نام جونگ هه ریم در ۱۸ اوت ۱۹۹۳ در بوسان به دنیا آمد. او در کودکستان Hapdo، دبستان Shinjae، راهنمایی دخترانه Jaesong و دبیرستان دخترانه Hyehwa تحصیل کرد.
جانگ در سال ۲۰۱۴ جایزه مقام اول در برنامه روز هیجان انگیز روز لذت بخش (신나는 날 즐거운 날) از شبکه KBS را کسب کرد.

## ای پینک
در نوامبر ۲۰۱۰ اون جی در آزمون خوانندگی گروه ای پینک شرکت کرد. او پیش از این آموزش خوانندگی ندیده بود و فقط شش ماه با اعضای گروه تمرین کرد.
در ۲۱ آوریل ۲۰۱۱ برای نخستین بار به عنوان عضوی از گروه ای پینک در ضبط آهنگ‌های "Mollayo" و "Wish List" شرکت کرد.
اون جی برای برنامه A Cube for Season  با یوسئوب (عضو دیگر کمپانی کیوب) آهنگی به نام Love Day منتشر کردند. در اوت ۲۰۱۲ او به همراه Seo In-guk دو آهنگ به نام‌های "All For You" و "Our Love Like This" ضبط کردند. این دو آهنگ برای سریال پاسخ به ۱۹۹۷ بودند که هردو در آن حضور داشتند.
در سال ۲۰۱۴ او آهنگ "It's you" را منتشر کرد که در چارت‌های مختلف موسیقی رتبه نخست را کسب کرد.
یک روز قبل از پنجمین سالگرد گروه ای پینک یعنی در ۱۸ آوریل ۲۰۱۶، اینجی به عنوان یک خواننده سولو آلبوم "Dream" را با شش آهنگ منتشر کرد که آهنگ اصلی آن "Hopeful Sky" نام داشت که یک ورژن پیانو هم از آن منتشر شد.

## بازیگری
اولین تجربه بازیگری اون جی در سریال پاسخ به ۱۹۹۷ (Reply 1997) بود، سریالی که یکی از بیشترین امتیازات را بین سریال‌های کره ای کسب کرد. در این سریال نقش او یک طرفدار گروه H.O.T بود که نویسنده سریال‌های تلویزیونی می‌شود. منتقدین و بینندگان این سریال او را برای بازی کمدی و تأثیر گزارش بسیار تحسین کردند، کاری که برای یک بازیگر تازه‌وارد کاملاً قابل قبول بود. اون جی برای بازی اش در این سریال جوایز متعددی مانند جایزه بهترین بازیگر جدید تلویزیون (Best New TV Actress) را دریافت کرد. یون بومی و پارک چورونگ، دو عضو دیگر گروه ای پینک هم نقش کوتاهی در این سریال داشتند.
در سال ۲۰۱۳ او در سریال بادی که در آن زمستان وزید (That Winter, The wind blows) ایفای نقش کرد و برنده جایزه بهترین نمایش در دومین جشنواره APAN و بهترین ستارهٔ جدید در جشنواره SBS Drama شد.
در سال ۲۰۱۴ شروع به بازی در سریال «عاشقان موسیقی» (Trot Lovers) کرد. او در این سریال نقش خواننده ای را اجرا کرد که به سختی برای موفقیت در سبک موسیقی ترات تلاش می‌کند.
در سال ۲۰۱۵ در سریال «تشویق کن» (Cheer Up) ایفای نقش کرد که به زندگی دانش آموزان دبیرستانی و مشکلاتشان می‌پردازد.